# Râul Vărsăturile
Râul Vărsăturile este un curs de apă din România. Este unul din cele două brațe care formează râul Vărbilău. 

## Hărți
- Harta Județului Prahova
- Harta Muntii Grohotiș [nefuncțională – arhivă]